# Dăržavno părvenstvo po futbol 1934
Il Dăržavno părvenstvo po futbol 1934 fu la decima edizione della massima serie del campionato di calcio bulgaro concluso il 16 settembre 1934 con la vittoria del Vladislav Varna, al suo terzo titolo.

## Formula
Venne disputata una fase regionale in cui ognuno dei quattordici raggruppamenti (sportni oblasti) organizzò un proprio campionato con la vincente qualificata alla fase nazionale.
La competizione nazionale si svolse ad eliminazione diretta con gare di sola andata.

## Squadre partecipanti
| Squadra                | Città        | Stadio | Federazione regionale |
| ---------------------- | ------------ | ------ | --------------------- |
| Vladislav Varna        | Varna        |        | Varna                 |
| Han Omurtag Shumen     | Šumen        |        | Šumen                 |
| Napredak Ruse          | Ruse         |        | Ruse                  |
| Chardafon Gabrovo      | Gabrovo      |        | Tărnovo               |
| Pobeda 26 Pleven       | Pleven       |        | Pleven                |
| Orel-Chegan 30 Vratsa  | Vraca        |        | Vraca                 |
| Maria Luisa Lom        | Lom          |        | Lom                   |
| Slavia Sofia           | Sofia        |        | Sofia                 |
| Borislav Kyustendil    | Kjustendil   |        | Kjustendil            |
| Shipka Plovdiv         | Plovdiv      |        | Plovdiv               |
| Bulgaria Haskovo       | Haskovo      |        | Haskovo               |
| Svetoslav Stara Zagora | Stara Zagora |        | Stara Zagora          |
| Levski Burgas          | Burgas       |        | Primorsko             |
| Botev Yambol           | Jambol       |        | Jambol                |

## Fase finale

### Primo turno
| Squadra 1              | Risultato | Squadra 2             |
| ---------------------- | --------- | --------------------- |
| Slavia Sofia           | 8 - 0     | Pobeda 26 Pleven      |
| H. Omurtag Šumen       | 1 - 4     | Vladislav Varna       |
| Maria Luisa Lom        | 3 - 2     | Orel-Chegan 30 Vratsa |
| Shipka Plovdiv         | 1 - 4     | Botev Yambol          |
| Napredak Ruse          | 3 - 1     | Chardafon Gabrovo     |
| Svetoslav Stara Zagora | 4 - 3     | Levski Burgas         |

### Quarti di finale
| Squadra 1              | Risultato | Squadra 2           |
| ---------------------- | --------- | ------------------- |
| Slavia Sofia           | 9 - 1     | Borislav Kyustendil |
| Napredak Ruse          | 3 - 2     | Maria Luisa Lom     |
| Vladislav Varna        | 6 - 0     | Botev Yambol        |
| Svetoslav Stara Zagora | 5 - 1     | Bulgaria Haskovo    |

### Semifinali
| Squadra 1       | Risultato | Squadra 2              |
| --------------- | --------- | ---------------------- |
| Slavia Sofia    | 4 - 0     | Svetoslav Stara Zagora |
| Vladislav Varna | 3 - 1     | Napredak Ruse          |

### Finale
| Sofia 16 settembre 1934 | Slavia Sofia | 0 – 2 | Vladislav Varna |  |

## Verdetti
- Vladislav Varna Campione di Bulgaria